# A7 (míssil)

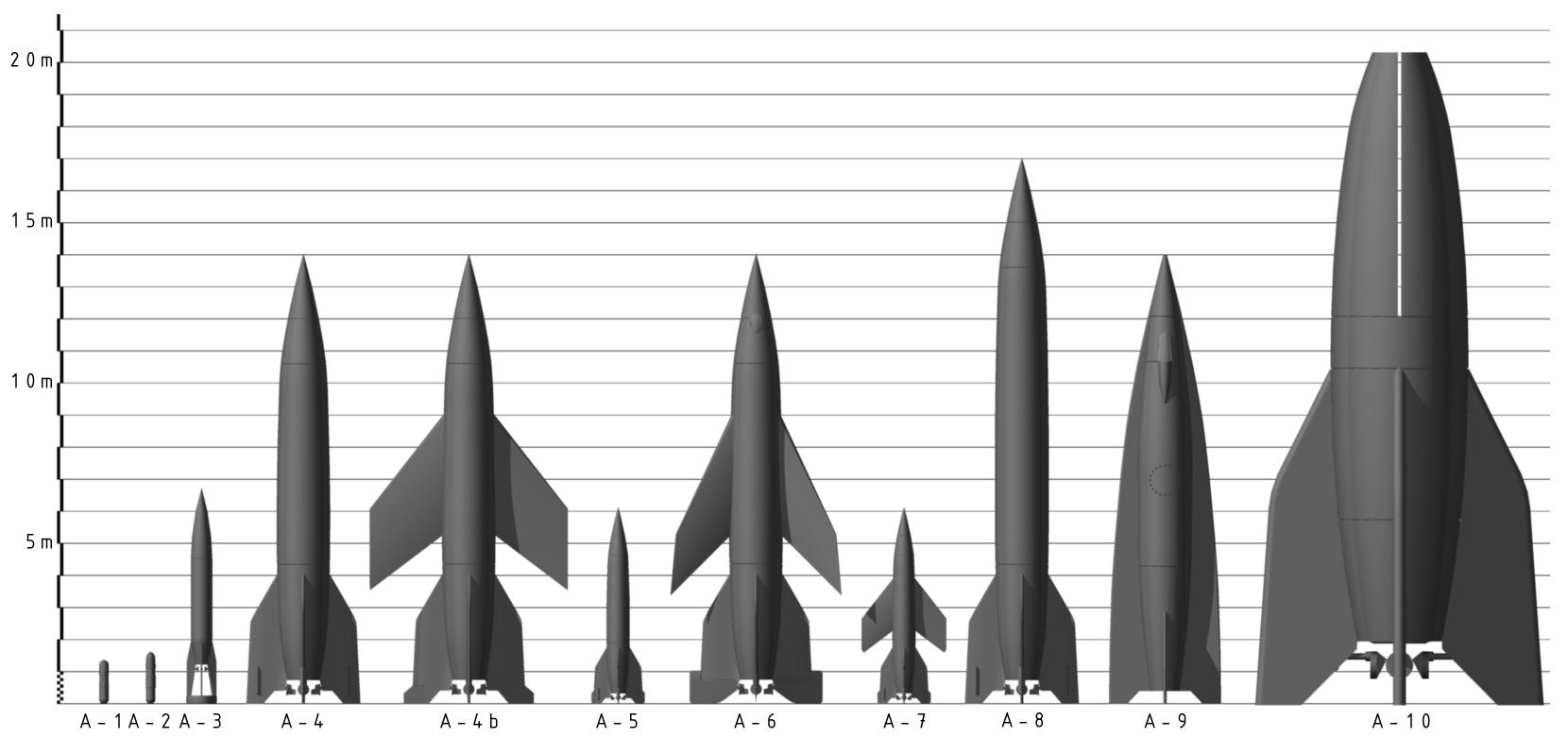
Família dos foguetes A.

Agregado-7, em alemão: Aggregat-7, literalmente Agregado-7, ou simplesmente Montagem-7, foi a designação de um projeto da série Aggregat, sendo um projeto com asas que nunca foi construído.  Foi desenvolvido entre 1940 e 1943 em Peenemünde para a Kriegsmarine. 

## Características
O A-7 continha uma estrutura similar ao A-5, porém possua uma cauda com barbatanas de maiores dimensões (1.621 m²) de modo a obter um maior alcance em um voo sem motor. Dois modelos sem propulsão do A-7 foram lançados de aviões para testar a estabilidade de voo, nenhum teste com propulsão foi realizado. O foguete concluído teria 1.000 kg de peso na decolagem e 15 kN de empuxo. Ainda segundo o projeto, teria diâmetro de 0,38 m e comprimento de 5,91 m.